# Patriarcato (cristianesimo)
Nel cristianesimo, il patriarcato è un gruppo di diocesi ecclesiastiche che fanno riferimento ad una sede il cui vescovo ha il titolo di patriarca. 
La sede patriarcale sarebbe la capitale dell'antica diocesi civile romana: dalla sede prende titolo il vescovo titolare e non viceversa. Oggi non sempre coincide con l'attuale città capitale di stato, specie se differente da quella antica, a prescindere dall'effettiva residenza del patriarca, che ne conserva la titolarità.

## Storia
Nell'Impero romano (d'Oriente) i patriarcati corrispondevano ad una "diocesi imperiale'' o civile. E le diocesi imperiali, dalla riforma di Diocleziano, erano 12, 6 in Oriente e 6 in Occidente. Tuttavia, in Occidente, tali diocesi erano tutte riunite sotto la grande Sede di Roma, cioè dal Papa quale unico patriarca dell'Occidente romano. Non solo, ma inizialmente anche delle diocesi della penisola balcanica nel territorio orientale.
Al di fuori dei confini dell'Impero romano, esistevano dei patriarcati non riconosciuti dalle sedi patriarcali romane (come Babilonia, poi Seleucia-Ctesifonte), la cui successione apostolica continua ancora presso le Chiese orientali (eterodosse).
Le metropolie anticamente corrispondevano alle "province romane", ma oggi solo a regioni ecclesiastiche, in quanto per le vecchie province, cioè gli odierni stati, si usa il titolo primaziale od esarcale (primazie ed esarcati).

## Patriarcati antichi
Inizialmente (sec. I) i principali centri cristiani della diaspora ebraica nell'Impero romano erano tre: Antiochia, Alessandria e Roma, a parte Gerusalemme nella madrepatria. Le cosiddette tre sedi petrine.
I patriarcati ufficiali della Chiesa antica poi, con l'aggiunta della nuova capitale e della città santa, divennero i cinque centri riconosciuti da concilio ed imperatore. Anche se ne esistevano altri non riconosciuti, perché esterni all'Impero od eterodossi.
- patriarcato di Roma o d'Occidente (papato)
- patriarcato di Antiochia
- patriarcato di Alessandria
- patriarcato di Costantinopoli
- patriarcato di Gerusalemme

## Patriarcati moderni

### Comunità o Chiesa ortodossa
Le Chiese ortodosse ed orientali oggi sono tutte nazionali. Possono essere solo chiese autocefale oppure anche patriarcali.  Ma, caduto l'impero, l'uso nazionale del titolo patriarcale, quindi confuso con quello primaziale (ben distinto in Occidente) dimostra che i vecchi patriarcati sovranazionali sono ormai in crisi. A favore appunto delle Chiese nazionali, che oggi tendono a sostituirli quali nuovi patriarcati. Anche se già in passato moltiplicati secondo i diversi riti, sempre però sovranazionali.
Patriarcati ortodossi in comunione con Costantinopoli
I patriarcati ortodossi od orientali, secondo relativa precedenza, onorifica o cronologica, sono:
a) patriarcati storici (romani) sovranazionali:
- Patriarcato di Costantinopoli (patriarcato Greco-ortodosso ed Ecumenico)
- Patriarcato di Alessandria (patriarcato Copto-ortodosso e patriarcato Greco-ortodosso)
- Patriarcato di Antiochia (patriarcato Siro-ortodosso e patriarcato Greco-ortodosso)
- Patriarcato di Gerusalemme (ufficialmente il patriarcato Greco-ortodosso)

b) patriarcati successivi nazionali:
- Patriarcato di Georgia (patriarcato Georgiano-ortodosso)
- Patriarcato dei Serbi (patriarcato Serbo-ortodosso)
- Patriarcato di Bulgaria (patriarcato Bulgaro-ortodosso)
- Patriarcato di Romania (patriarcato Rumeno-ortodosso)
- Chiesa della Rus' di Kiev (sdoppiatasi poi in Chiesa Ucraino-ortodossa e Chiesa Russo-ortodossa*)

Anticamente anche la penisola Balcanica (dall'Illirico alla Grecia) dipendeva dalla giurisdizione romana, trasferita poi in gran parte a quella costantinopolitana, prima durante le lotte iconoclaste (v. Leone III Isaurico) e poi durante i nuovi imperi slavi. In questa zona infatti, dopo la formazione dei regni e delle chiese slave, nell'alterna competizione tra le due sedi imperiali, si sono poi distaccati i due patriarcati bulgaro e serbo. Divenuti imperi, a seguito di varie guerre vittoriose, ottennero anche il riconoscimento sia imperiale che patriarcale da Costantinopoli  (dopo averlo chiesto a Roma inutilmente). Anche se poi entrambi pure soppressi. La Chiesa slava di Kiev e poi di Mosca, è invece sorta fuori del territorio imperiale (oltre che costantinopolitano): da cui i dubbi sulla legittimità del successivo riconoscimento del titolo patriarcale relativo. Come pure per quello georgiano (e armeno), e per quelli recenti bulgaro, serbo e rumeno (in territorio romano, anche se non sempre costantinopolitano).
Patriarcati ortodossi non in comunione con Costantinopoli
- Patriarcato di Mosca (*Chiesa Russo-ortodossa)
- Patriarcato di Mosca (Chiesa vetero-ortodossa russa)
- Chiese vetero-calendariste nazionali varie.

### Chiese orientali od eterodosse
- Le antiche apostoliche Chiesa georgiana (Mtskheta) e Chiesa armena erano 2 catholicosati fuori dall'Impero, all'inizio dipendenti e poi distaccatisi dal Patriarcato di Antiochia.
- L'antica Chiesa orientale d'Armenia (Echmiadzin), poi nel 1441 sdoppiatasi nella Cilicia (Sis e ora Antilyas), mantiene pure le 2 vecchie sedi patriarcali a Costantinopoli e Gerusalemme.
- Così il Patriarcato di Babilonia-Ctesifonte, pure divenuta capitale dell'Impero persiano, nel quale si era sviluppato, giungendo in India, Turkestan, Mongolia e Cina (oggi Chiesa assira d'Oriente). Fino alla conquista degli Arabi musulmani.
- La Chiesa orientale dell'India, già dipendente dai Patriarcati di Babilonia/Baghdad e di Antiochia, si è sdoppiata nel sec. XVI e suddivisa poi in otto Denominazioni, con riferimento alle varie Chiese europee, con il catholicosato siro prima d'Oriente ed ora dell'India.
- Nel 1959 la Chiesa ortodossa etiope ha ottenuto un proprio patriarcato separandosi dal Patriarcato di Alessandria.
- Le Chiese sira, copta ed armena, poiché eterodosse, non partecipano al Sinodo dei Patriarchi ortodossi ma hanno un loro Consiglio delle Chiese orientali.

### Chiesa cattolica
Nella Chiesa latina il titolo patriarcale è solo onorifico, mentre in Oriente è rappresentativo di un particolare o diverso rito. 
La tradizione latina comunque, a differenza di quella bizantina, ha sempre considerato la Chiesa romana come un'unica comunità, con tutto il suo episcopato (v. pure Credo niceno-costantinopolitano), e non una serie di Patriarcati autonomi e federati. Anche a prescindere dalla diversità dei riti.
a) Nell'ambito della Chiesa cattolica, in Occidente ci sono i seguenti 5 patriarcati, tutti di rito romano che di fatto sono diocesi patriarcali:
- patriarcato di Venezia (1451, già patriarcato di Grado e poi pure di Aquileia)
- patriarcato di Lisbona (1716, per la colonia portoghese del Brasile)
- patriarcato delle Indie occidentali (1524, per le colonie spagnole in America, vacante dal 1963)
- patriarcato delle Indie orientali (1886, per le colonie portoghesi in Oriente, titolo assegnato all'arcivescovo di Goa e Damão)
- patriarcato di Gerusalemme dei Latini (1099, che quale diocesi si estende su Palestina, Israele, Giordania e Cipro)

b) Nell'ambito della Chiesa cattolica, in Oriente ci sono i seguenti 6 patriarcati, di riti orientali diversi:
- patriarcato di Alessandria dei copti (ha sede al Cairo, in Egitto)
- patriarcato di Antiochia dei maroniti (ha sede a Bkerké, in Libano)
- patriarcato di Antiochia dei melchiti (ha sede a Damasco, in Siria)
- patriarcato di Antiochia dei siri (ha sede a Beirut, in Libano)
- patriarcato di Baghdad dei caldei (ha sede a Baghdad, in Iraq)
- patriarcato di Cilicia degli armeni (ha sede a Beirut, in Libano)

c) Sono stati invece soppressi:
- patriarcato di Cartagine (titolo storicamente dubbio);
- patriarcato di Aquileia (568, sdoppiatosi nel 607 con quello di Grado e soppresso nel 1751);
- patriarcato di Grado (607 o 717, trasferito a Venezia nel 1105 e soppresso nel 1451, quando il titolo patriarcale è passato alla sede di Venezia);
- patriarcato latino di Etiopia, esistito dal 1555 al 1636;
- patriarcati di Alessandria dei Latini, Costantinopoli dei Latini e Antiochia dei Latini: nel 1964 da papa Paolo VI per ragioni legate all'ecumenismo, sebbene i Patriarcati greci di Alessandria e Antiochia continuino ancora ad affiancare quelli "indigeni" (i miafisiti Copti e Siriaci rispettivamente).

Dal 2006 papa Benedetto XVI ha abbandonato il titolo di patriarca d'Occidente, per la vaghezza che ha acquisito il concetto di Occidente (dopo la fine dell'Impero romano, vecchio e nuovo) o per la sua contrapposizione con i vari patriarchi d'Oriente (circa l'unicità della Chiesa, al di là anche dei patriarcati stessi), mantenendo comunque di fatto il Patriarcato della Chiesa latina, residuo legame canonico con l'Ortodossia orientale. Il titolo è stato tuttavia ripristinato da papa Francesco nel 2024.